# 国際障害者年
国際障害者年（こくさいしょうがいしゃねん）とは、国際連合が指定した国際年の一つ。1981年を指す。1971年「精神薄弱者の権利宣言」、1975年「障害者の権利宣言」を採択したことに次ぎ、これらを単なる理念としてではなく社会において実現するという意図のもとに、1976年、国連第31回総会決議第123において採択、決議が行なわれた。

## 内容
テーマは「完全参加と平等」で、主な内容は下記の通り
1. 障害者の社会への身体的及び精神的適合を援助すること。
2. 障害者に対して適切な援護、訓練、治療及び指導を行い、適当な雇用の機会を創出し、また障害者の社会における十分な統合を確保するためのすべての国内的及び国際的努力を促進すること。
3. 障害者が日常生活において実際に参加すること、例えば公共建築物及び交通機関を利用しやすくすることなどについての調査研究プロジェクトを奨励すること。
4. 障害者が経済、社会及び政治活動の多方面に参加し、及び貢献する権利を有することについて、一般の人々を教育し、また周知すること。
5. 障害の発生予防、および、リハビリテーションのための効果的施策を推進すること。

## 取り組み
1982年には、「国際障害者年」の成果をもとに検討されてきた「障害者に関する世界行動計画」が総会で決議。
この計画の実施にあたって1983-92年までを「国連・障害者の十年」と宣言し、各国が計画的な課題解決に取り組むこととなった。
1992年、「国連・障害者の十年(1983-1992)」に続く取組として、アジア太平洋地域における障害者への認識を高め、域内障害者施策の質の向上を目指すために、国連の地域委員会の一つである国連アジア太平洋社会経済委員会（UNESCAP）において、「アジア太平洋障害者の十年(1993-2002)」が採択された。
現在、「アジア太平洋障害者の十年」は2002年5月のUNESCAP総会で2012年までの延長が決定され、実施されている。1993年から2002年までを第1次、2003年から2012年までを第二次と分けて呼んでいる